# Mangora campeche
Mangora campeche là một loài nhện trong họ Araneidae.
Loài này thuộc chi Mangora. Mangora campeche được Herbert Walter Levi miêu tả năm 2005.